# Colorod
Colorod är en svensk tidskrift startad av Bo "Gamen" Sandberg som huvudsakligen skrev om custombilar och Hot Rods. Redaktion låg i hans butik Yankee Custom Parts lokaler i Älvsjö. Tidningen gavs ut åren 1970-1983.